# БТР-40
БТР-40 — легкий радянський колісний бронетранспортер на базі автомобіля підвищеної прохідності ГАЗ-63 зр.1948 року.

## Історія створення
Колісний бронетранспортер «Об'єкт 141» розроблявся з 1947 року на Горьківському автомобільному заводі в ОКБ під керівництвом В. О. Дєдкова (провідний конструктор В. К. Рубців) на базі вузлів і агрегатів вантажного автомобіля підвищеної прохідності ГАЗ-63. Прототипом створюваної машини послужив бронеавтомобіль Scout Car M3A1 американської фірми White Motor Company, який поставлявся під час німецько-радянської війни в СРСР по ленд-лізу.

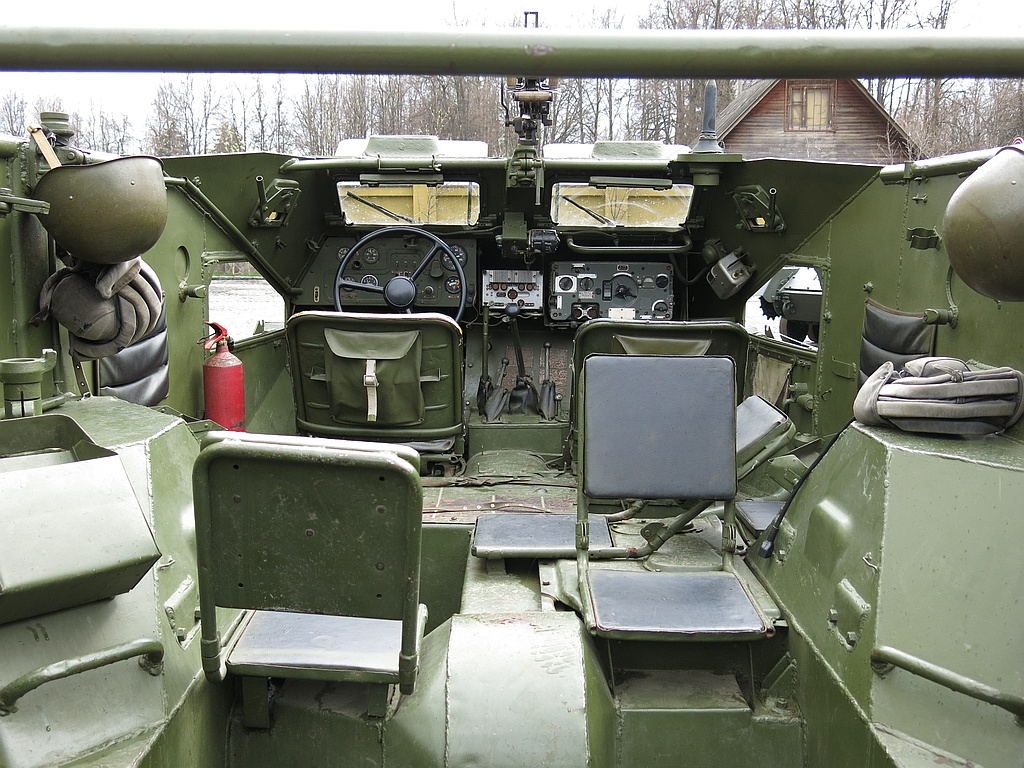
Вигляд з середини корпусу

Вже в 1948 році було випущено два варіанти дослідних зразків бронетранспортера. Один з них відрізнявся баштовою кулеметною установкою на даху. Надалі конструктори зупинилися на першому зразку, який не мав жорсткого верху, як і в заокеанського прототипу.

## Конструкція
БТР мав компонувальну схему з переднім розташуванням МТВ і з кормовим розташуванням десанту. Силову раму заміняв несучий зварний відкритий зверху корпус з броньових листів, до якого кріпилися всі вузли та агрегати. Це дозволило знизити загальну висоту. Посадка і висадка екіпажу і десанту здійснювалися через дві бортових двері і одні кормові, двостулкові.
На озброєнні БТР був 7,62-мм станковий кулемет Горюнова СГМБ зр. 1949 року, який міг бути встановлений в чотирьох точках: на передній поперечній штанзі, поперечці кормової частині корпусу чи на двох бортових вертлюжних кронштейнах.
На машинах пізніх випусків кулемет кріпився на чотирьох вертлюжних кронштейнах, два з яких (лобовий і кормовий) були приварені відповідно до лобового і кормовому листів корпусу. За допомогою спеціального перехідника на кронштейнах міг би встановлюватися ручний кулемет ДПМ. Стрільба з особистої зброї велася через чотири бортові амбразури.
Карбюраторний двигун ГАЗ-40 мав підвищену потужність в порівнянні з двигуном базового автомобіля ГАЗ-63.
У передній частині БТР була встановлена лебідка, мала трос довжиною 75 м і була розрахована на силу тяги 4500 кгс. Доступ до лебідки забезпечувався через бронелюк.
На машині встановлювалися шини 9,75-18".
При прийнятті на озброєння Радянської Армії в 1950 році бронетранспортер отримав позначення БТР-40. Серійний випуск машин здійснювався з 1950 по 1958 рік на Горьківському автозаводі.
Вперше БТР-40 були показані на листопадовому параді на Червоній площі в 1951 році.

## Застосування
БТР-40 швидко завоював популярність у військах.

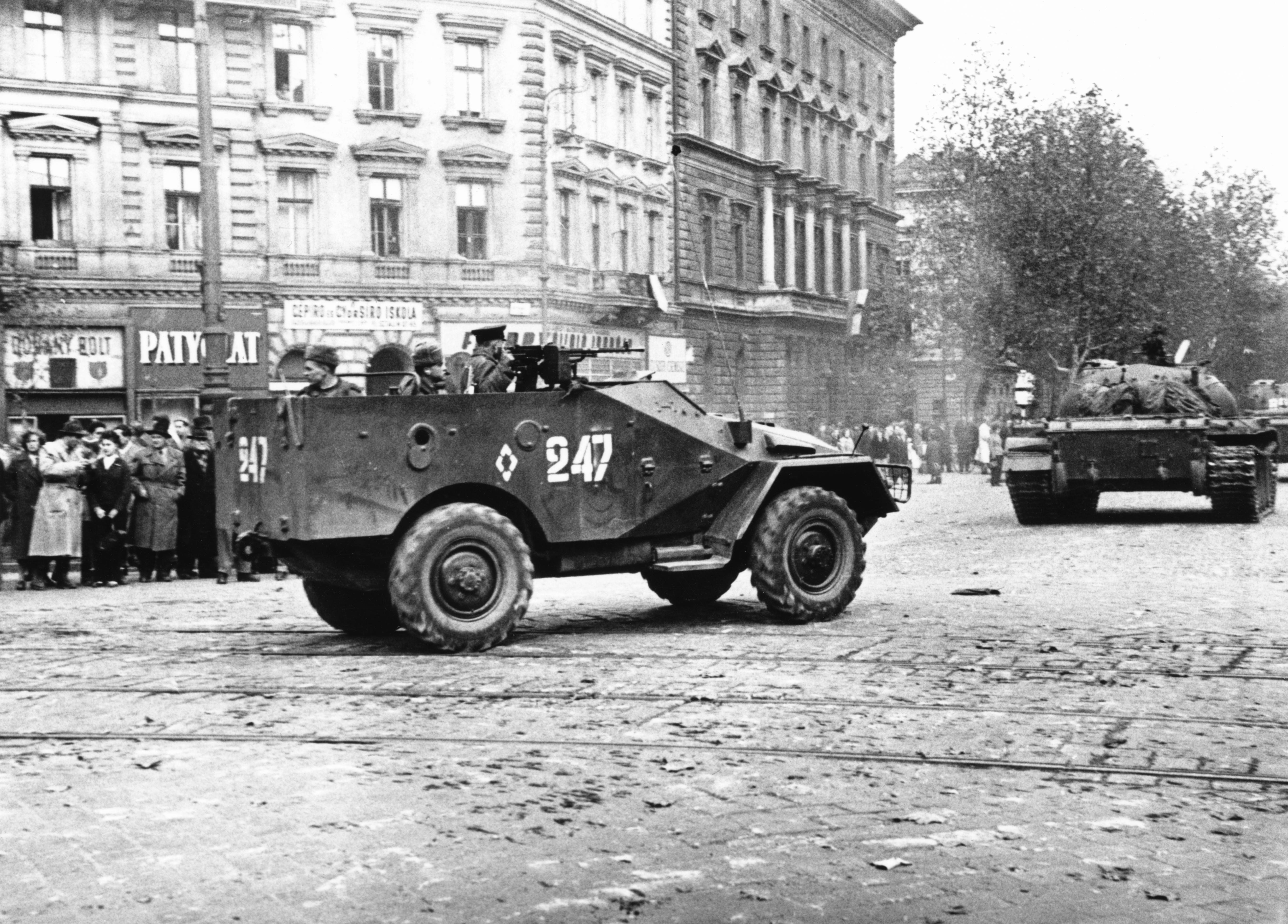
У Будапешті в 1956 році

Проста по конструкції, невелика, але рухлива багатоцільова бронемашина, створена на освоєних промисловістю автомобільних агрегатах, отримала широке поширення в армії. Вона застосовувалася для перевезення мотострільців, використовувалася як тягач у протитанкової артилерії, а також як командирська, зв'язкова і розвідувальна машина — БТР-40 експлуатувалися в прикордонних і внутрішніх військах.
«Бойовим хрещенням» для БТР-40 стали події в Угорщині в 1956 році.
Брали участь ці машини і у вторгненні військ Варшавського Договору в Чехословаччину в 1968 році.
Окрім Радянської Армії, БТР-40 були на озброєнні армій країн-учасниць Варшавського договору, в Албанії, Афганістані, Бурунді, В'єтнамі, Гвінеї, Ізраїлі, Індонезії, Ірані, Ємені, Камбоджі (Лаосі), Китаї (Type 55), Кубі, КНДР, Малі, Монголії, Сербії, Сирії, Сомалі, Судані, Танзанії та Уганді.

## Модифікації

### БТР-40А
З 1951 року на базі БТР-40 випускався БТР-40А із зенітною установкою ЗТПУ-2, що була встановлена в десантному відділенні і складалася зі спарених 14,5-мм кулеметів КПВ.
Максимальний кут піднесення стволів установки +90°, кут зниження −5°.
Бойова скорострільність 170 пострілів в хвилину.
Для стрільби по наземних цілях застосовувався телескопічний оптичний приціл ОП-1-14, а для стрільби по повітряним — коліматорний ВК-4.

### БТР-40Б
У 1956 році був розроблений бронетранспортер БТР-40Б із закритим броньовим корпусом, який був прийнятий на озброєння в 1958 році і випускався до 1960 року. Дах корпусу виготовляли з броньових листів із двома великими люками, що закриваються двостулковими кришками. Висота корпусу збільшена на 130 мм. В десантному відділенні мали змогу знаходитися до 6 осіб. У зв'язку із введенням броньованого даху були демонтовані бортові кронштейни для установки кулемета і введені дві додаткові амбразури в похилих листах даху. Кулемет СГМБ міг встановлюватися на передньому або задньому кронштейні корпусу, але стрільба з нього була можлива тільки при відкритих люках. В деяких джерелах ця модифікація бронетранспортера носить позначення БТР-40К.

### БТР-40В
БТР-40В. В 1957 році була випущена невелика партія машин, які отримали найменування БТР-40В, з централізованою системою регулювання тиску повітря в шинах. Постачання повітря до кожного колеса відбувається зовні, через маточину.

### БТР-40жд

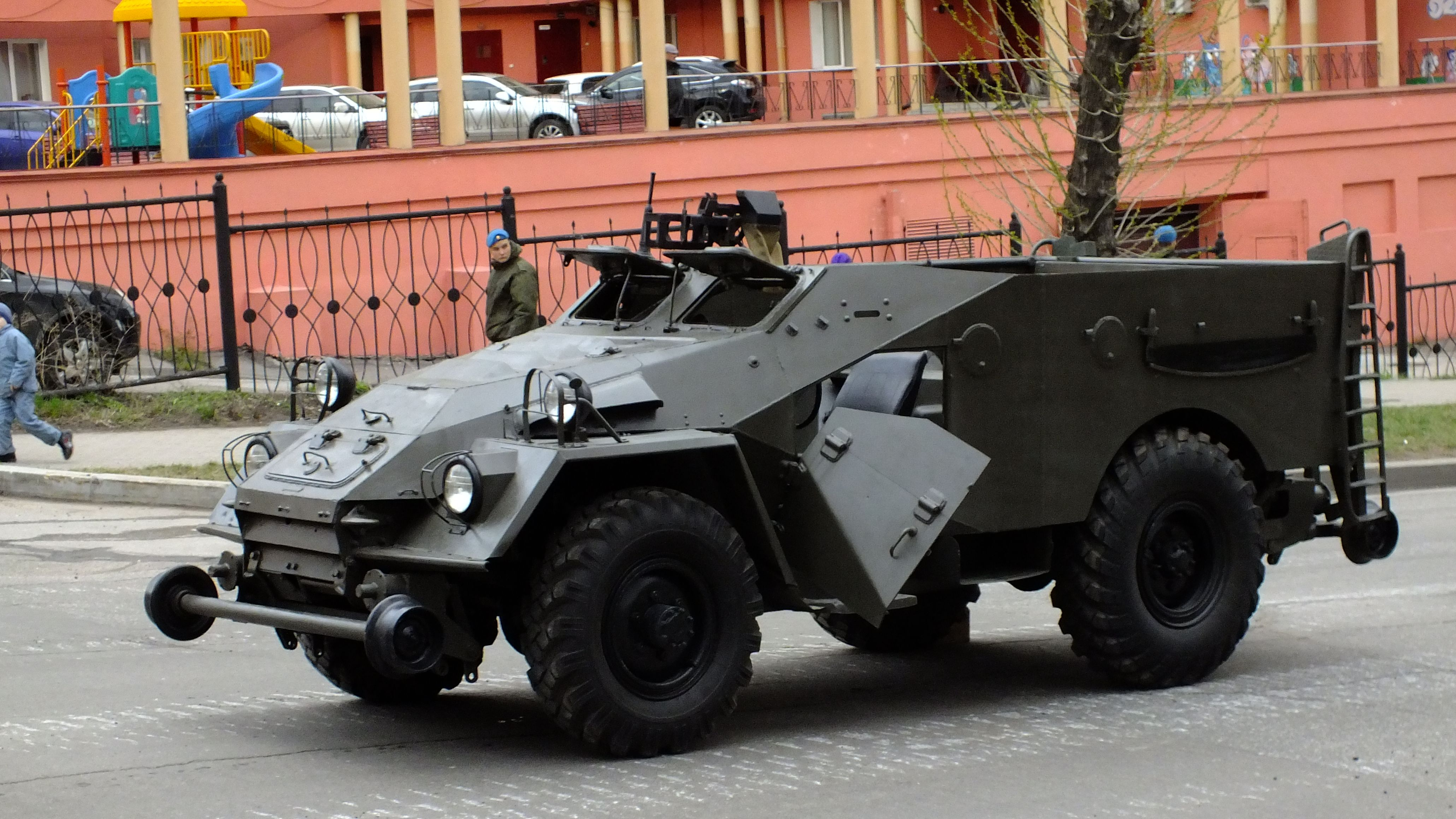
Залізничний варіант БТР-40. Хабаровськ. 2015 рік.

У 1969 році бронетранспортери БТР-40 і БТР-40А випробовувалися з навісним обладнанням комбінованого ходу". Сталеві котки з внутрішніми ребордами, укріплені на відкидних важелях з пружинними амортизаторами спереду і ззаду корпусу, забезпечували сталий рух основних коліс машини по рейковій колії зі швидкістю до 65 км/год, а також можливість буксирування однотипного БТР. Постановка машини на рейки і зняття її з шляху здійснювалися протягом 3-5 хвилин командою з двох осіб за допомогою двох переносних апарелей. Встановлене навісне обладнання істотно не впливало на прохідність і швидкість руху машини по ґрунтових дорогах. Маса комплекту обладнання становила 520 кг. Було випущено кілька машин, частина з яких ще в 1997 році продовжували нести службу у Забайкальському військовому окрузі.

### БТР-40рх
На базі БТР-40 випускалася машина хімічної розвідки БТР-40рх. Вона відрізнялася від базової машини установкою додаткового обладнання для проведення радіаційної і хімічної розвідки.

## Оператори

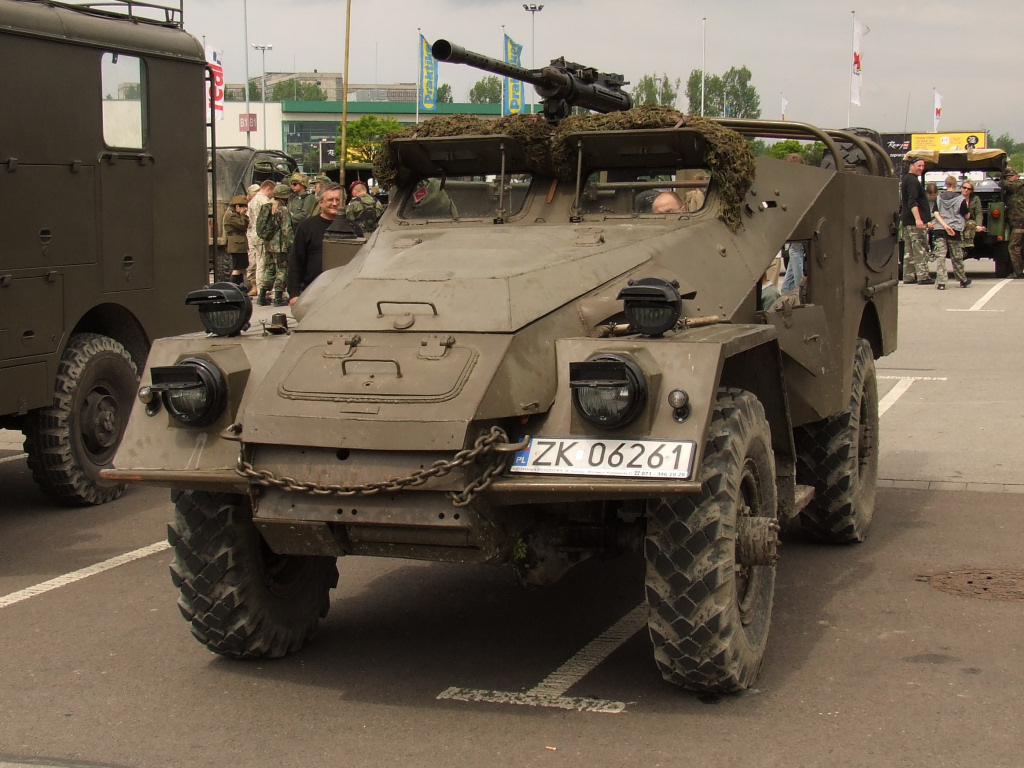
Польська машина

СРСР Радянський Союз
- БТР-40 (1947) — базова модель з відкритим верхом.
- БТР-40 (1948) — дослідний з 14,5-мм кулеметом КПВ[7]
- БТР-40А (1951) — машина протиповітряної оборони (ППО), оснащена зенітної установкою ЗТПУ-2 зі спареними 14,5-мм кулеметами КПВ, бойова маса 5,6 т.
- БТР-40В (1956) — дослідний, з централізованою системою регулювання тиску повітря в шинах і диференціалом сухарикового типу. Оснащувався фільтро-вентиляційною системою. Невелика серія в 1957 р.
- БТР-40Б (1958) — з броньовим дахом корпусу, серія в 1957-60 рр .. Лоб корпусу — 6-8 мм Екіпаж — 2+6 чол. Вага — 5,3 т. Створена за підсумками подій в Угорщині.
- БТР-40РХ — машина хімічної розвідки. З ВПХР, автоматичним газоаналізатором, радіометром-рентгенметром ДП-5А, рентгенметром ДП-3Б
- БТР-40А ж.д. (1969) — модифікація для залізничних військ, обладнана пристроєм (додатковими підйомними колесами з ребордами) для пересування по залізничних коліях; переобладнували безпосередньо в частинах.

 КНР Китайська Народна Республіка
Тип 55 — Китайська ліцензійна копія БТР-40.
 Куба Куба
- БТР-40А-АА — кубинська машина протиповітряної оборони, оснащена зенітної установкою ЗТПУ-2.
- БТР-40А-РВ — кубинський БТР-40, озброєний протитанковими керованими ракетами Laucher.
- Jababli — кубинський БТР-40, оснащений ПТКР ЗМ11 «Фаланга».

 НДР НДР
- SPW-40 — німецьке позначення БТР-40.
- SPW-40A — німецьке позначення БТР-40А.
- SPW-40Ch — німецьке позначення БТР-40Х.
- SPW-40, перетворений в винищувач танків, озброєний ПУ9П110 з ПТКР «Малютка». Десантне відділення з броньованої дахом. Бійниці в бортах, призначені для ведення вогню з особистої зброї відсутні.

 Індонезія Індонезія
- БТР-40 Retrofit TNI-AD/Polri — глибока модернізація БТР-40 індонезійської армії в 1995–1996 роках, викликана відсутністю запчастин до наявних на озброєнні 85 бронеавтомобілів і постановки питання про здавання машин в металобрухт. При модернізації була проведена заміна силового агрегату на 4-циліндровий дизель Isuzu 4BE1, що дало підвищення максимальної швидкості до 100 км/год і запас ходу до 660 км при власній масі в 4960 кг. Машини отримали броньований дах десантного відділення, нове броньоване скло товщиною 62 мм, кондиціонер, нову електричну лебідку RE10.000, радіостанцію PRC 64, з обох сторін корпусу є чотири пускові установки димових гранат і прожектор на лівій стороні корпусу для використання у вогневій підтримці.

За озброєнням
Бронетранспортери мають різні варіанти виконання та озброєння
- з 7,62-мм кулеметом на турелі командира;
- з 12,7-мм кулеметом у вежі;
- з 40-мм автоматичним гранатометом на турелі у вигляді «вежі» кубічної форми у верхній частині надбудови всередині десантного відділення.

 Ізраїль Ізраїль
- БТР-40, оснащений кріпленнями для американських кулеметів M1919A4. Один кулемет розташовувався в передній частині десантного відділення, два інших по обох сторонах корпусу. Також обладнаний великою кількістю кронштейнів-тримачів на корпусі.

 Єгипет — отримано 380, нині 200 на озброєнні або на базах зберігання 